# Kustán Magyari Attila
Kustán Magyari Attila (Sepsiszentgyörgy, 1985. április 28. –) író, újságíró, publicista.

## Életrajza
Középiskolai tanulmányait a Mikes Kelemen Elméleti Líceumban végezte, majd 2005 és 2007 között a nagyváradi Ady Endre Sajtókollégiumban tanult. 2006-tól a kézdivásárhelyi Székely Hírmondó sepsiszentgyörgyi tudósítójaként dolgozott, 2011-től az Erdélyi Riport nagyváradi hetilap kolozsvári munkatársa lett, 2013-tól 2021 áprilisáig a Maszol.ro munkatársa. 2017-ben a Babeș–Bolyai Tudományegyetem Szociológia és Szociálismunkás-képző Karán, kulturális antropológia szakon végzett. Szakdolgozatát magyarországi alternatív hírforrások által terjesztett összeesküvés-elméleteiről írta. Mesteri diplomáját a finnországi Tampere Egyetemen szerezte Globális és Transznacionális Szociológia mesteri szakon. Szakdolgozatát a populizmus és az összeesküvés-elméletek retorikájáról írta. Doktori tanulmányait szintén a Tampere Egyetemen folytatja.

## Munkássága
Újságírói munkásságának fontosabb állomásait saját blogján gyűjti egybe, itt találhatók meg beszélgetések olyan gondolkodókkal, mint Raewyn Connell, Erik Olin Wright, Judith Butler vagy Saskia Sassen, George Ritzer, Tariq Ali, Raj Patel. Szépirodalmi írásait többek között a Várad honlapján lehet elérni. Gyerekkorától foglalkozik szépirodalommal, a Szemfüles lapban több írása jelent meg korábban. Műanyag című novelláskötetét önerőből adta ki az Ad Librum kiadónál.
Az Erdélyi Társadalom szaklapban több recenziót közölt, Takács Tibor Szoros emberfogás. Futball és állambiztonság a Kádár-korszakban című könyvéről, Magyar Bálint Magyar Polip 3. – A posztkommunista maffiaállam, Böröcz József Az EU és a világ. Kritikai elemzés című könyvéről és a The Prophetic Dimension of Sport című kötetről.
Az Új Egyenlőség honlapján recenzálta Jason Stanley How Fascism Works: The Politics of Us and Them, Chantal Mouffe For a Left Populism Archiválva 2019. március 24-i dátummal a Wayback Machine-ben és Aaron Bastani Fully Automated Luxury Communism: A Manifesto című könyvét. Írása jelent meg az Eszmélet folyóiratban KissPál Szabolcs kolozsvári kiállításáról. Az Erdélyi Társadalomban a magyar jobboldali retorikát elemezte.
Ébredők – Bevezető az összeesküvés-elméletek világába címmel a kolozsvári Polis Könyvkiadónál 2020-ban megjelent ismeretterjesztő könyve a jelenség hátterét tárgyalja. 2025 elején Odaát. Összeesküvés-elmélet, tudás, igazságkeresés című könyve a marosvásárhelyi Mentor Könyvek Kiadónál látott napvilágot.

## Művei
- Műanyag; Ad Librum Kiadó, Budapest, 2009
- Ébredők. Bevezetés az összeesküvés-elméletek világába; Polis, Kolozsvár, 2020 ISBN 9786065420878